# Barbara Palmer
Barbara Palmer (Szent Margit-templom, 1640. november 27. –‎ Chiswick, 1709. október 9.) Cleveland 1. hercegnője. II. Károly angol király szeretője.
Barbara Villiers néven született, William Villiers, Grandison 2. vikomtja, és Mary Bayning, Bayning 1. vikomtja leányának egyetlen gyermekeként. 1640-ben született és egyike volt II. Károly angol király szeretőinek, aki négy gyermekkel, három fiúval és egy lánnyal ajándékozta meg az uralkodót, ám ezek a gyermekek sajnos nem örökölhették a koronát, mivel fattyúnak születtek. Habár Károly felesége, a királyné tudott viszonyukról, és eléggé haragos lett, amikor megtudta, hogy férje az udvarba hozatta Barbarát, kénytelen volt eltűrni az uralkodó folyamatos házasságtöréseit. Barbara kétszer is férjhez ment, először Roger Palmerhez 1659-ben, Castlemaine 1. grófjához, majd pedig Robert Fieldinghez, aki számos botrányáról volt híres Anglia-szerte. Miután 1660-ban ágyasává fogadta őt a király, Bragança Katalin királyné egyik udvarhölgyeként feltörekvő karriert futott be az udvarnál, és megpróbálta rábírni Károlyt, hogy törvényesítse egyik fiukat, hogy az örökölje majd a koronát. Habár az uralkodó az összes törvénytelen gyermekével bőkezűen bánt, és címeket adományozott nekik, azt azonban mégsem tehette meg, hogy utódjává nevezi ki valamelyiküket. (Károly természetes, hogy nem kívánta előidézni testvérei, anyja és az angol nép rosszallását azzal, hogy egy fattyút tesz trónörökössé.) Hírhedt kurtizán volt, aki pontosan tudta, hogyan lehet vonzó külsejével befolyásolni a nagyhatalmú férfiakat. Szeretői között ott volt Philip Stanhope, Chesterfield 2. grófja, továbbá John Churchill, Marlborough 1. hercege, sőt még XIV. Lajos francia király is.
- Károlytól született gyermekei:
  - Henry FitzRoy, Grafton 1. hercege (1663. szeptember 28. - 1690. október 9.)
  - Charlotte FitzRoy, Lichfield grófnője (1664. szeptember 5. - 1718. február 17.)
  - George FitzRoy, Northumberland 1. hercege (1665. december 28. - 1716. június 28.)

Igaz, hogy Barbara sem volt hűséges a királyhoz, mégsem vette jó néven, amikor Károly új ágyast választott magának, a még csupán 17 éves és igen vonzó színésznő, Nell Gwyn személyében, akitől két fia született. Barbara Palmer befolyása a király fölött 1676-ra már annyira megszűnt, hogy még abban az évben Párizsba utazott, és csak négy évvel később tért vissza Angliába. 1705-ben megözvegyült első férjétől és nőül ment a szerencsevadász és bigámiával vádolt Robert Fieldinghez. Barbara 68 évesen, 1709-ben halt meg egy ödéma következtében. Második férje három évvel utána hunyt el, 1712-ben. Leszármazottai között megtalálható többek között a néhai Diána walesi hercegné és Sir Anthony Eden egykori brit miniszterelnök is.